# 西田斯特拉特福德城

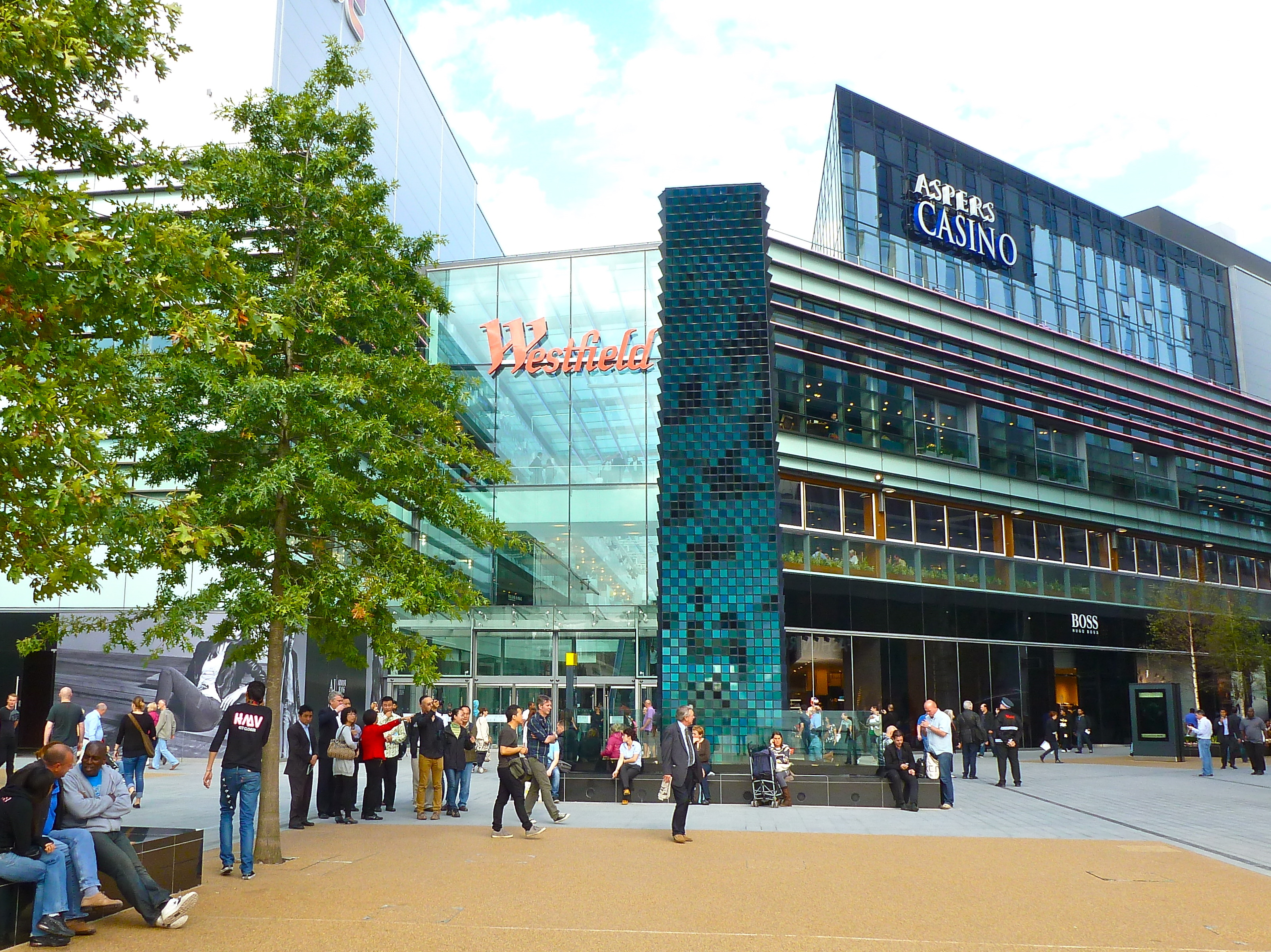

西田斯特拉特福德城（Westfield Stratford City）是位於倫敦史特拉福的一個購物中心，開幕於2011年9月13日，總面積達 1,905,542平方英尺（177,030.6平方），是歐洲規模最大的都會型購物中心之一，也是英國規模第三大的購物中心，僅次於都市中心和特拉福德中心。西田斯特拉特福德城由西田集團開發所有。